# Каннський кінофестиваль 2024
77-й Каннський міжнародний кінофестиваль проходив з 14 по 25 травня 2024 року. Головою журі була Ґрета Ґервіґ. Фестиваль відкривався французьким фільмом «Другий акт» Квентіна Дюп'є.
Золоту пальмову гілку отримав американець Шон Бейкер за фільм «Анора» (про взаємини стриптизерки й секс-робітниці узбецького походження Анори та сина російського олігарха Івана), гран-прі удостоїлася індійська картина «Все, що ми уявляємо як світло», нагороди найкращим акторам отримали актриси з фільму «Емілія Перес» та Джессі Племонс за фільм «Види милосердя». Призом за найкращу режисуру був відзначений Мігел Гомеш («Велика подорож»), призом за найкращий сценарій — Коралі Фаржа («Субстанція»).
Почесну «Золоту пальмову гілку» за внесок у кінематограф отримали актриса Меріл Стріп, режисер Джордж Лукас та анімаційна студія Ghibli.

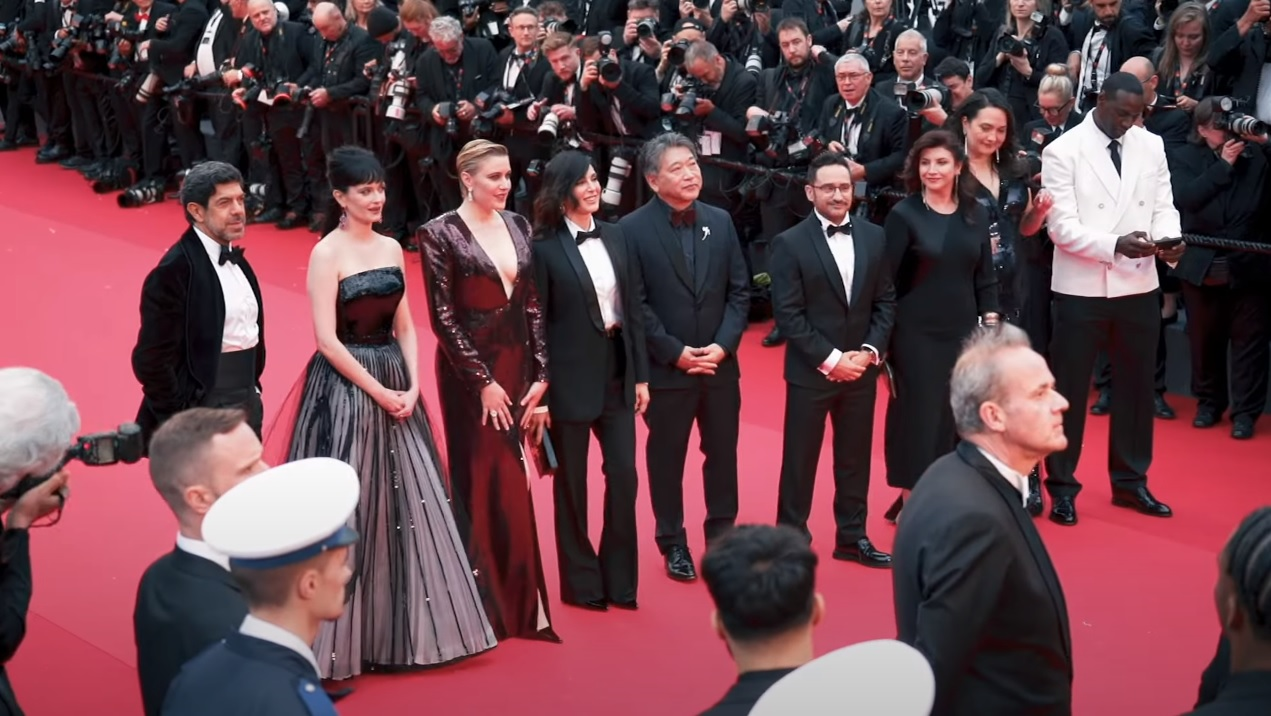
Журі основного конкурсу.

Українські фільми не потрапили до програми другий рік поспіль.

## Журі
Основний конкурс
У грудні 2023 року стало відомо, що головою журі призначено Ґрету Ґервіг. Вона стала першою американською жінкою-режисером на цій посаді. У квітні 2024 року журі було сформовано повністю. Крім неї, до нього увійшли:
- актриса Єва Грін
- актор Омар Сі
- актриса Лілі Гладстоун
- режисер Хірокадзу Кореєда
- режисер Хуан Антоніо Байона
- режисер Надін Лабакі
- актор П'єрфранческо Фавіно
- сценаристка Ебру Джейлан[tr]

## Програма
Фестиваль відкривався французьким фільмом «Другий акт» Квентіна Дюп'є.

### Основний конкурс
- Мегалополіс, режисер Френсіс Форд Коппола
- Учень, режисер Алі Аббасі[en]
- Мотель «Дестино»[en], режисер Карим Айнуз[en]
- Птаха[en], режисер Андреа Арнольд
- Емілія Перес, режисер Жак Одіар
- Анора, режисер Шон Бейкер
- Саван, режисер Девід Кроненберг
- Субстанція, режисер Коралі Фаржа
- Велика подорож[en], режисер Мігел Гомеш[en]
- Марчелло Міо, режисер Крістоф Оноре
- Покоління романтиків[en], режисер Цзя Чжанке
- Все, що ми уявляємо як світло, режисер Паял Кападіа
- Види милосердя, режисер Йоргос Лантімос
- Розбиті серця[en], режисер Жиль Лелуш
- Дикий алмаз[ru], режисер Агата Рідінгер[fr]
- О, Канада[en], режисер Пол Шредер
- Партенопа, режисер Паоло Соррентіно
- Лимонов, балада про Едичку[ru], режисер Кирил Серебреніков
- Дівчина з голкою, режисер Магнус фон Хорн[en][6]
- Насіння священного інжиру[en], режисер Мохаммад Расулоф
- Три кілометри на краю світу[en], режисер Емануель Парву
- Найцінніший товар[en], режисер Мішель Хазанавічус[7]

### Особливий погляд
- Нора, режисер Тавфік Альзаїді
- Безсоромний, режисер Костянтин Боянов
- Королівство, режисер Жульєн Колона
- Дідька лисого! , режисер Луїз Курвуазьє
- Суд над собакою, режисер Летиція Дош
- Чорний собака, режисер Гуань Ху
- Село поряд з раєм, режисер Мо Хараве
- Вересень каже, режисер Аріана Лабед
- Історія Сулеймана, режисер Борис Ложкін
- Прокляття, режисер Роберто Мінервіні
- Як стати морським птахом, режисер Рунгано Ніоні
- Моє сонечко, режисер Хіросі Окуяма
- Сантош, режисер Сандхія Сурі
- В'єт та Нам, режисер Чіонг Мінь Куй
- Арман, режисер Хальвдан Ульман Тондел

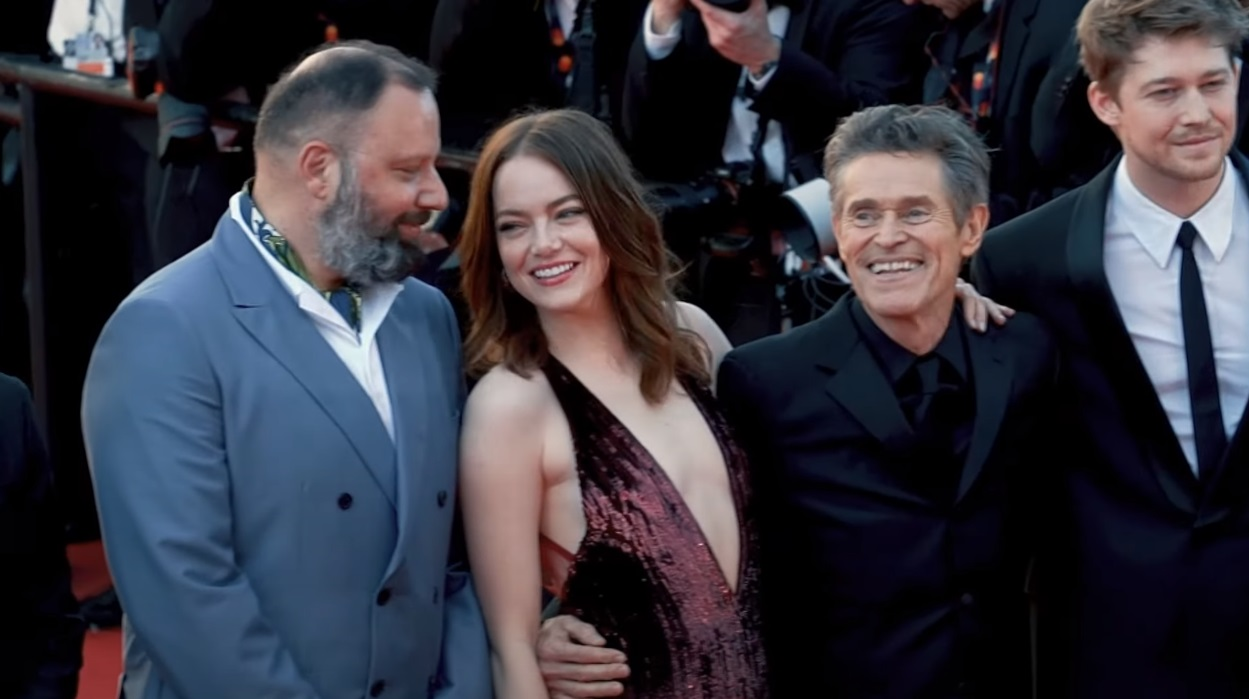
Йоргос Лантімос, Емма Стоун і Віллем Дефо на прем'єрі фільму «Види милосердя».

## Нагороди
Основний конкурс
- Золота пальмова гілка — Анора, реж. Шон Бейкер (США)
- Гран-прі — Все, що ми уявляємо як світло, реж. Паял Кападіа (Індія)
- Приз журі — Насіння священного інжиру[en], реж. Мохамад Расулоф (Іран)
- Приз за кращу режисуру — Велика подорож[en], реж. Мігел Гомеш (Португалія)
- Приз за найкращий сценарій — Субстанція, реж. Коралі Фаржа (Англія, США, Франція)
- Приз за кращу чоловічу роль — Види милосердя, Джессі Племонс (США)
- Приз за найкращу жіночу роль — жіночий ансамбль фільму «Емілія Перес»: Адріана Пас, Селена Гомес, Зої Салдана, Карла Софія Гаскон
- Золота камера — Арманд, реж. Хальвдан Ульман Тендель (Норвегія)

Почесну «Золоту пальмову гілку» за внесок у розвиток кіно отримали актриса Меріл Стріп, Studio Ghibli та режисер Джордж Лукас. 